# Lagrange (Indiana)
LaGrange és una població dels Estats Units a l'estat d'Indiana. Segons el cens del 2000 tenia 2.919 habitants.

## Demografia
Segons el cens del 2000, LaGrange tenia 2.919 habitants, 1.149 habitatges, i 716 famílies. La densitat de població era de 663 habitants/km².
Dels 1.149 habitatges en un 32,6% hi vivien nens de menys de 18 anys, en un 46% hi vivien parelles casades, en un 12,6% dones solteres, i en un 37,6% no eren unitats familiars. En el 32,6% dels habitatges hi vivien persones soles el 15,2% de les quals corresponia a persones de 65 anys o més que vivien soles. El nombre mitjà de persones vivint en cada habitatge era de 2,42 i el nombre mitjà de persones que vivien en cada família era de 3,08.
Per edats la població es repartia de la següent manera: un 26,6% tenia menys de 18 anys, un 10% entre 18 i 24, un 27,2% entre 25 i 44, un 19,6% de 45 a 60 i un 16,6% 65 anys o més.
L'edat mediana era de 35 anys. Per cada 100 dones de 18 o més anys hi havia 82,6 homes.
La renda mediana per habitatge era de 32.054$ i la renda mediana per família de 39.038$. Els homes tenien una renda mediana de 29.545$ mentre que les dones 21.946$. La renda per capita de la població era de 17.865$. Entorn del 4,7% de les famílies i el 7,1% de la població estaven per davall del llindar de pobresa.

## Poblacions més properes
El següent diagrama mostra les poblacions més properes.